# Hippolyte Aucouturier
Hippolyte Aucouturier (La Celle, Alvèrnia, 17 d'octubre de 1876 - París, 22 d'abril de 1944) fou un ciclista francès que va competir a començaments del segle xx.

## Biografia
Va debutar professionalment el 1900 i era anomenat El Terrible. El 1901 va acabar segons a la Bordeus-París i tercer de la París-Brest-París.
El 1903 pren part en la primera edició del Tour de França. Es va veure obligat a abandonar en el decurs de la primera etapa, però en aquell temps els ciclistes podien continuar competint, tot i que no podien optar al triomf final. És per aquest motiu que va poder guanyar dues victòries d'etapa en aquella edició. Aquell any guanyà la París-Roubaix i la Bordeus-París.
El 1904 tornà a guanyar la París-Roubaix, mentre que al Tour de França guanyà quatre de les sis etapes i fou quart de la classificació general, darrere de Maurice Garin, Lucien Pothier i César Garin. Amb tot, aquell Tour quedà marcat per la desqualificació dels quatre primers classificats per diverses irregularitats comeses. A diferència de Lucien Pothier, Hippolyte Aucouturier va evitar la suspensió, però se li van treure les quatre victòries d'etapa.s
El 1905 tornà a guanyar la Bordeus-París, així com tres etapes del Tour de França.

## Palmarès
- 1901
  - 1r de la Brussel·les-Roubaix
- 1903
  - 1r de la París-Roubaix
  - 1r de la Bordeus-París
  - Vencedor de 2 etapes al Tour de França
- 1904
  - 1r de la París-Roubaix
- 1905
  - 1r de la Bordeus-París
  - Vencedor de 3 etapes al Tour de França

### Resultats al Tour de França
- 1903. Abandona (1a etapa). Vencedor de 2 etapes
- 1904. Desqualificat un cop acabada la cursa. Havia acabat 4t de la classificació general
- 1905. 2n de la classificació general. Vencedor de 3 etapes
- 1906. Abandona (7a etapa)
- 1908. Abandona (3a etapa)